# Becquerel (cratera marciana)

Becquerel é uma cratera medindo 167 km de diâmetro loclizada a 22.1°N, 352.0°E em Marte, na região de Arabia Terra. Fotografias obtidas pela Mars Global Surveyor revelaram depósitos sedimentares espetaculares nessa cratera. As camadas aparentam ter uma espessura de apenas poucos metros e apresentam poucas variações na espessura. Estudos recentes da HiRISE determinaram a espessura exata das camadas em Becquerel. As 66 camadas medidas mostraram que um grupo de camadas mede em média 3.6 metros e outro grupo mede em média 36 metros de espessura. Padrões como este geralmente são produzidos na Terra pela ação da água; depósitos vulcânicos não produziriam cinzas ou fluxos de lava em uma espessura tão regular, e não há nenhuma fenda vulcânica por perto.
Há variações cíclicas na espessura das camadas sedimentares expostas, indicando possívelmente variações cíclicas nas condições ambientais enuqanto os sedimentos se depositaram. A maior parte das camadas são paralelas umas às outras, sugerindo que elas se formaram por deposição vertical, mas algumas poucas são intercruzadas, indicando que durante o período em que as camadas foram depositadas o sedimento foi transportado ao longo da superfície pelo vento ou água. O material sedimentar aparenta ser bem suscetível à erosão e o processo de erosão eólica pode estar ocorrendo ainda nos dias de hoje.
A cratera recebeu este nome em referência a Antoine H. Becquerel.

## Falhas
A imagem na infocaixa, das camadas da cratera Becquerel, exibe uma linha reta que representa uma falha.  Falhas são quebras na rocha onde ocorreu movimento. O movimento pode ser de poucos centímetros ou de muito mais. As falhas podem ser muito significativas, sendo a quebra na rocha um foco de erosão e, mais importante, pode permitir que fluidos contendo minerais dissolvidos venham à superfície, sendo então depositados. Alguns dos principais depósitos minerais na Terra são formados por este processo.